# Abner Lewis
 Abner Lewis (* 17. August 1801 im Rutland County, Vermont; † 12. Oktober 1879 in Winona, Minnesota) war ein US-amerikanischer Politiker. Zwischen 1845 und 1847 vertrat er den Bundesstaat New York im US-Repräsentantenhaus.

## Werdegang
Abner Lewis besuchte die öffentlichen Schulen seiner Heimat. Außerdem muss er auch Jura studiert haben, da dies die Voraussetzung für die von ihm später ausgeübten juristischen Berufe ist. In den 1830er Jahren schloss er sich der damals gegründeten Whig Party an. In den Jahren 1838 und 1839 saß er als Abgeordneter in der New York State Assembly.
Bei den Kongresswahlen des Jahres 1844 wurde Lewis im 31. Wahlbezirk von New York in das US-Repräsentantenhaus in Washington, D.C. gewählt, wo er am 4. März 1845 die Nachfolge von Asher Tyler antrat. Bis zum 3. März 1847 konnte er eine Legislaturperiode im Kongress absolvieren. Diese war von den Ereignissen des Mexikanisch-Amerikanischen Krieges geprägt.
Zwischen 1847 und 1852 war Abner Lewis als Bezirksrichter in Chautauqua County tätig. Danach praktizierte er in Winona als Rechtsanwalt. Dort ist er am 12. Oktober 1879 auch verstorben.